# Музей Рузенлева
Музей Рузенлева (швед. Rosenlew museum [ruːsːenleːv], фин. Rosenlew-museo) — музей, посвящённый деятельности компании Oy W. Rosenlew Ab, в городе Пори в Финляндии.
Музей открыт ежедневно с 11 до 17 часов (кроме понедельника).

## История
С 1853 по 1987 годы предприятие Rosenlew Ab, принадлежавшее семье Рузенлевов, было градообразующим для Пори и одним из самых крупных в регионе Сатакунта. На предприятии трудилась значительная часть населения города. Среди продукции компании — хлебопекарные дрожжи, пластиковые изделия, кухонная утварь, деревянные изделия, сульфитная целлюлоза, бумага, сельскохозяйственная и бытовая техника.
Здание, в котором расположен музей, было построено в 1860 году по проекту архитектора Георга Теодора Шевитца недалеко от заводской площади и первоначально использовалось как склад компании Rosenlew. В дальнейшем в бывшем складе располагались хозяйственные помещения компании, а с передачей в 2003 году в собственность общины Пори, здание, после музеефикации, с 2006 года стало использоваться как музей.

## Экспозиция
Большая часть экспозиционных площадей музея занята постоянной выставкой, представляющей историю компании и её продукцию. На нижних этажах музейного здания расположены временные выставки.
Часть экспозиции музея посвящена быту городского населения и налаженной в 1960-е оригинальной деятельности компании — производству документальных фильмов и рекламе бытовой техники. Другая часть временных выставок посвящена производству электротехнических устройств.
Одна из коллекций, имеющая отношение к компании, но не связанная с ней непосредственно — производство целлюлозы в различных странах мира, бумага и изделия из неё.
В музее проходили выставки фотографа И. А. Экстрёма, запечатлевшего природу регионов Северное Саво и Кайнуу.